# Pouteria oxyedra
Pouteria oxyedra är en tvåhjärtbladig växtart som först beskrevs av Friedrich Anton Wilhelm Miquel, och fick sitt nu gällande namn av Charles Baehni. Pouteria oxyedra ingår i släktet Pouteria och familjen Sapotaceae.
Artens utbredningsområde är Sumatera. Inga underarter finns listade i Catalogue of Life.